# Giraffe

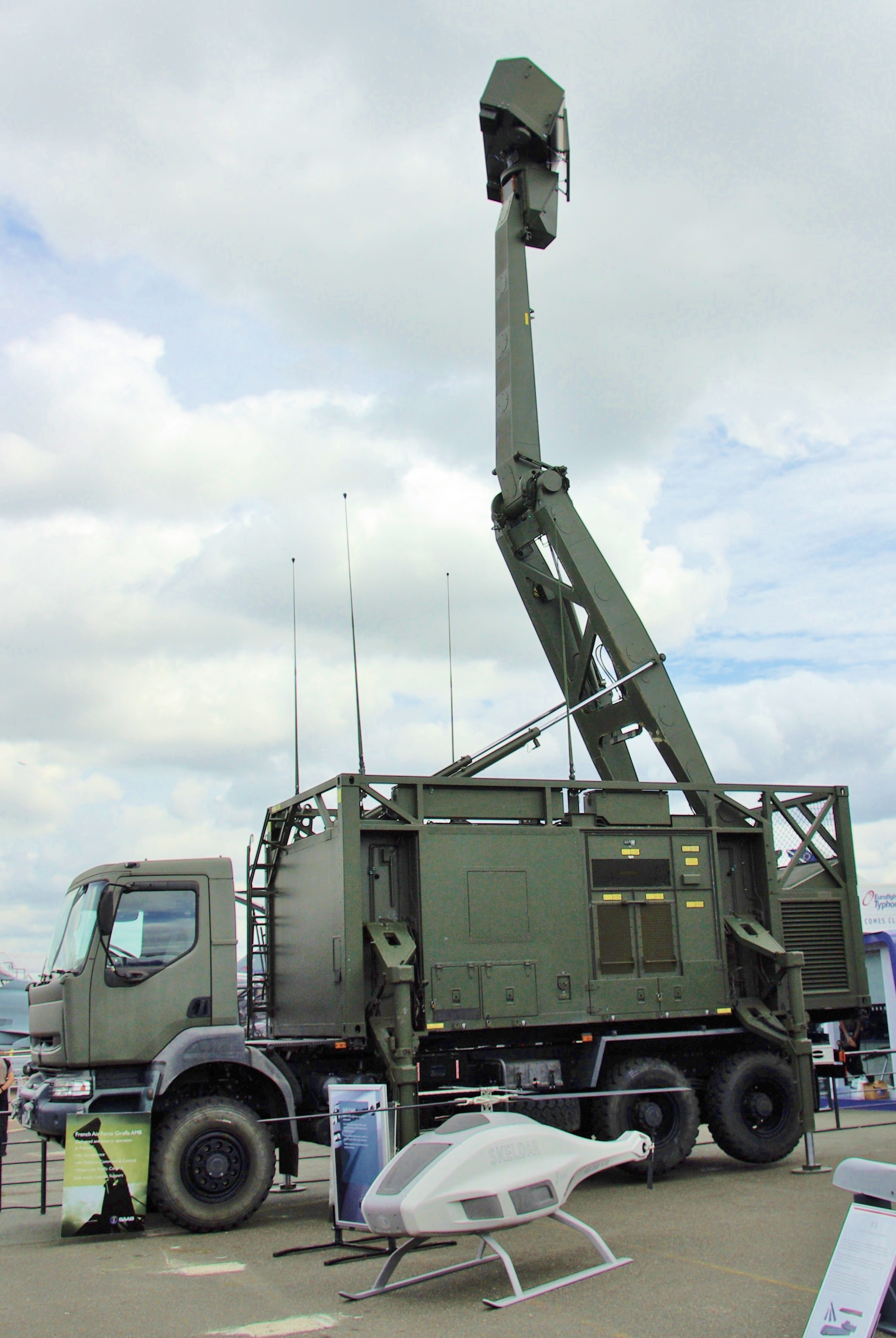
Giraffe AMB, Le Bourget Air Show 2007

Giraffe är en familj av radarsystem som tillverkas av Saab Surveillance (tidigare Saab Electronic Defence Systems och Ericsson Microwave Systems). Systemen ger radarövervakning och stridsledning för närluftvärnsystem som till exempel robot 70. Namnet kommer från den distinkta fällbara mast som radarantennen sitter på för att se över terränghinder som träd och dylikt för att få bättre radartäckning på låg höjd. De första systemen levererades 1977. Idag tillverkar Saab många olika varianter av Giraffe spanings radar för både luft och havsövervakning med olika krav på räckvidder, både långa och korta avstånd och en valbar konfiguration med eller utan mast och radarhydda.

## Varianter

### Giraffe 40
Benämnd PS-70 och PS-701 i svenska försvaret. Den första varianten, som utvecklades som en mobil spaningsradar med viss stridsledning för att kunna förse robot 70-batterier och 40 mm lvakan m/48 med måldata. Monterades på en terrängbil 40 med en 13 meter hög uppfällbar antennmast, 40 km räckvidd och en höjdtäckning på upp till 10 000 meter. En version med en kraftigare radar på 60 kW och en integrerad eldledningsplats användes till Robotsystem 77 HAWK under beteckningen PS-707.

### Giraffe 50AT
Användes i det norska luftvärnssystemet NALLADS som kombinerar radar, robot 70 och 20 mm luftvärnskanoner. Radarn är monterad på en bandvagn 202 med en 7 meter hög mast.

### Giraffe 75
I svenska försvaret används den under beteckningen PS-90. Från början anskaffad som spaningsradar till robot 90-systemet.

### PS-740
PS-740 är en spanings- och eldledningsradar, specificerad för Kustartilleriet, övertagen och utvecklad av Amfibiekåren, därefter planerad för införande i sjöinfobataljon och numera i materielreserv. Radarn är monterad på en pansarterrängbil av typen MOWAG Piranha IIIC 10×10. Radarantennen sitter på en tvådelad hydrauliskt manövrerad mast som har två lägen att verka från, 10 respektive 15 meter. Att fälla ut masten tar cirka tre minuter och att fälla ihop cirka två minuter. För att öka stabiliteten hissas hela fordonet upp på fyra stycken hydrauliska stödben.
Radarsystemet började utvecklas 1998 och var avsett att användas av Kustartilleriet. Systemet skulle kunna leverera mållägen till flera rörliga vapensystem inom Kustartilleriet som tungt kustrobotbatteri 90, robot 17 och 12 cm rörlig kustartilleripjäs m/80 samt även kunna överföra information till Flottans ledningssystem. När Kustartilleriet avvecklades efter Försvarsbeslutet 2000 så saknade de fem beställda radarsystemen förband som skulle använda systemen. Amfibiekåren hade som målbild att sätta upp Amfibiebrigad 2004 där systemet skulle ha en användning, men detta förband kom aldrig att sättas upp. I brist på mottagande förband så levererades systemen till FMV. FMV hyrde ut fyra av systemen till Storbritannien och Australien för användning i Afghanistan 

### Giraffe AMB
(Giraffe Agile Multi Beam), är en 3D-radar utvecklad av Saab i Sverige. Benämns UndE23 i svenska försvaret och har ersatt äldre radarsystem i Giraffe-familjen. USA:s utrikesdepartement beställde under 2011 Giraffe AMB med tillhörande tjänster för ett ordervärde på cirka 155 miljoner kronor, för att ge möjlighet att förvarna personal på utsatta posteringar för hot som inkommande granater.

### Sea Giraffe
Giraffe har valts av flera länder, bland andra Sverige, USA, Norge, Frankrike, Estland, Storbritannien och Australien. Enligt tillverkaren Saab är det ett beprövat system som räddat många liv på flera platser världen runt.